# 專業之聲
《專業之聲》是一份印尼文日報，在印度尼西亞出版，於1971年3月15日創刊。該報的創立原意是協助專業集團聯合秘書處（專業集團，後為專業集團黨）在當年的立法機構選舉中獲勝，之後則成為專業集團的喉舌。在新秩序時期，所有公務員都必須閱讀本報，該報發行量也從1971年的55,700份增至1998年的30萬份。1998年蘇哈托總統下台後，該報的發行量跌至3,000份。該報曾在2005年進行改革，以報導更準確、持平的新聞，但不成功。

## 歷史

### 1971年–1998年（新秩序時期）
《專業之聲》由專業之聲基金會發行，該基金會接受專業集團聯合秘書處的指導。他們用了三天來完成籌備工作，一共耗費了5000萬印尼盾（當時相等於13萬美元）。1971年3月15日，《專業之聲》發行創刊號，以協助專業集團競逐1971年7月的立法機構選舉。創刊時，報社的行政總裁是蘇米斯昆（Sumiskun），總編輯是查玛尔·阿里（Jamal Ali），另外還有夏姆蘇爾·比斯利（Syamsul Bisri）等五名編採人員。
該報創刊號為對開四版，售價為10印尼盾，發行量為25,000份。當天的頭條新聞〈總統回答關於3月11日命令書的問題〉（Presiden Jawab Pertanyaan-pertanyaan Sekitar Supersemar）講述了蘇哈托總統對該文件的解釋和支持態度，蘇哈托的創刊賀詞則佔了頭版版面的四分之一。創刊號還包括報社闡述該報宗旨的創刊詞；有意見認為從中可清楚看出《專業之聲》要成為一份黨報。

《專業之聲》發行量由1971年至1988年的變化（以藍線標示）。至1988年，該報總發行量已達112,312份。

在《專業之聲》的影響下，專業集團首次參加立法選舉即告勝出，並確立其政治地位。隨後政府命令所有公務員都必須閱讀本報。雖然該報甫成立就要直接與最大競爭對手《羅盤報》競爭，但在專業集團的支持下，到1972年，《專業之聲》的發行量已急速增加到57,400份，其中面向公眾的發行版佔發行量的90.6%。此後數年，該報的發行量數據起伏不定，有時會錄得增長，有時會急劇減少。及至1987年，報社共聘用81名記者，每天發行份數達124,079份，換言之記者人數和《專業之聲》銷量的比例是1：1,500。1998年，該報每天發行量為30萬份，訂閱者主要是遵守執政黨要求的公務員，外界則視之為專業集團的喉舌。
1983年，《專業之聲》報社與《羅盤報》、《希望之光》（後改為《革新之聲》）和《時代》雜誌社合辦英文報章《雅加達郵報》。1994年，《專業之聲》報社持有《雅加達郵報》35%的股權，是《雅加達郵報》的最大股東。
1989年，《專業之聲》發表了一篇提及汶萊蘇丹的報導，可能令蘇丹感到不快，結果報社被新聞部略加懲處。

### 1998年以來
1998年，蘇哈托被迫辭職，《專業之聲》的發行量也從原來的30萬份驟減至3,000份。在2004年立法選舉中，專業集團黨成為得票最多的政黨，該報隨即宣布改版，並承諾不會主動為專業集團黨謀求政治利益；然而研究印尼政治的學者德克·托姆薩（Dirk Tomsa）指出，直到2000年代末，專業集團黨黨員仍然把《專業之聲》視為發表政見的途徑，因此認為這次改版並不成功。2005年，專業集團黨曾宣稱本報的發行量為8萬份。

## 功能
印尼政治觀察家里扎爾·馬拉朗庚（Rizal Mallarangeng）形容《專業之聲》是「專業集團黨和新秩序的報章」，又指出它本來的功能是協助專業集團爭取廣泛的公眾支持。夏姆蘇爾則認為《專業之聲》是專業集團黨控制社會的方式，背後的理念是讓建國五項原則和1945年《印尼憲法》回復到原來的面貌。

## 備註
1. ↑  原文：「... memang ingin menjadikan dirinya sebagai koran partisan ...」
2. ↑  原文：「... korannya Golkar dan Orde Baru.」
3. ↑  原文：「... kepada ide. ... pemurnian kembali Pancasila dan UUD 1945.」

## 外部連結
- 《專業之聲》官方網站 （页面存档备份，存于）（印尼文）